# Van Lockhorst

Het familiewapen, waarvan het wapen van Sliedrecht is afgeleid

Van Lockhorst is een Nederlands geslacht waarvan leden vanaf 1816 tot de Nederlandse adel behoren en dat in 1921 uitstierf.

## Geschiedenis
De stamreeks begint met Jan Berensz wiens weduwe in 1569 vermeld wordt. Bij Koninklijk Besluit van 5 maart 1816 werd een nazaat verheven in de Nederlandse adel; in 1828 werd hem de titel van ridder (bij eerstgeboorte) verleend. Met een kleindochter van hem stierf het geslacht in 1921 uit.